# فیم (ویرجینیای غربی)
فیم (به انگلیسی: Fame) یک منطقهٔ مسکونی در ایالات متحده آمریکا است که در شهرستان پندلتن، ویرجینیای غربی واقع شده‌است.